# Prantij
Prantij è una suddivisione dell'India, classificata come municipality, di 22.306 abitanti, situata nel distretto di Sabarkantha, nello stato federato del Gujarat. In base al numero di abitanti la città rientra nella classe III (da 20.000 a 49.999 persone).

## Geografia fisica
La città è situata a 23° 26' 18 N e 72° 51' 26 E.

## Società

### Evoluzione demografica
Al censimento del 2001 la popolazione di Prantij assommava a 22.306 persone, delle quali 11.643 maschi e 10.663 femmine. I bambini di età inferiore o uguale ai sei anni assommavano a 2.568, dei quali 1.479 maschi e 1.089 femmine. Infine, coloro che erano in grado di saper almeno leggere e scrivere erano 15.666, dei quali 9.008 maschi e 6.658 femmine.